# Virginia Water
Virginia Water is een plaats in Engeland in Surrey, genoemd naar het meer in het nabijgelegen Windsor Great Park.
In Virginia Water ligt de golfclub The Wentworth Club, waar het hoofdkwartier van de Europese PGA Tour is gevestigd. De club telt drie 18-holesbanen.

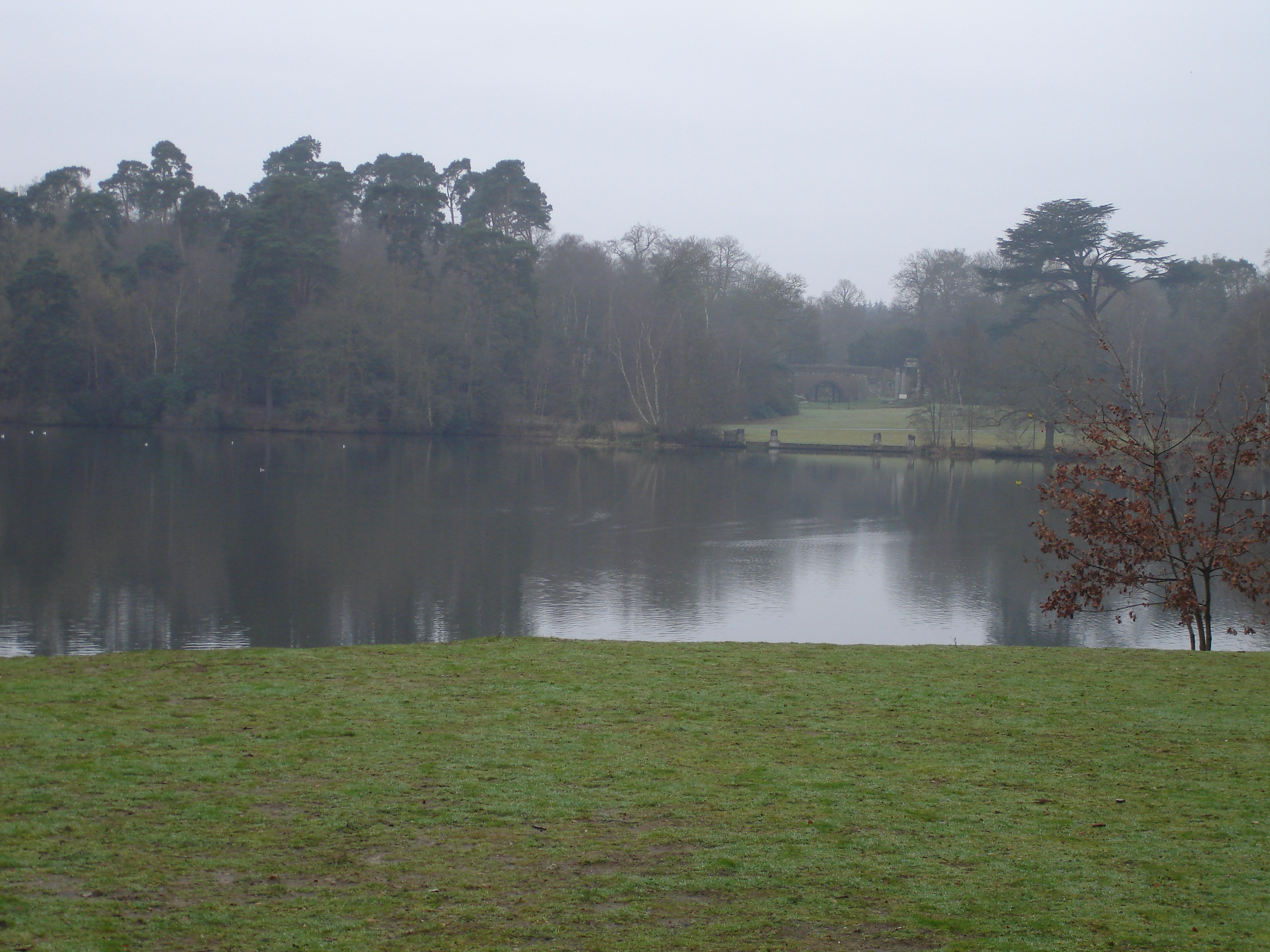
Virginia Water Lake